# تاكويا كاواكتشي
تاكويا كاواگُتشي (باليابانية: 川口 卓哉) (مواليد 11 أكتوبر 1978)، هو لاعب كرة قدم ياباني سابق كان يلعب كمدافع.

## وصلات خارجية
- تاكويا كاواكتشي على موقع الاتحاد الدولي (مؤرشف)  (الإنجليزية)
- تاكويا كاواكتشي على موقع رابطة كرة القدم اليابانية للمحترفين (اليابانية)
- تاكويا كاواكتشي على موقع عالم كرة القدم.نت (الإنجليزية)